# Akinétopsie
 (mars 2009).
Si vous disposez d'ouvrages ou d'articles de référence ou si vous connaissez des sites web de qualité traitant du thème abordé ici, merci de compléter l'article en donnant les références utiles à sa vérifiabilité et en les liant à la section « Notes et références ».
 Mise en garde médicale
L'akinétopsie, ou agnosie visuelle du mouvement, est une incapacité de percevoir le mouvement. La personne atteinte d'akinétopsie voit avec des arrêts sur image qui peuvent durer plusieurs secondes. Cela présente de grandes difficultés dans la vie quotidienne, par exemple pour traverser la rue ou pour la pratique d'un sport.

## Cas cliniques
Joseph Zihl et ses collaborateurs ont publié en 1983, à Munich, un article consacré à une femme de 43 ans qui était dans l'incapacité de percevoir les mouvements à la suite d’un AVC qui avait lésé les deux côtés de son cortex extrastrié impliqué dans la reconnaissance du mouvement (aire V5). 
Le fait que les aires V5 se trouvent symétriquement sur les faces latérales des lobes temporaux rend en effet improbable une atteinte accidentelle simultanée des deux régions. 
Quelques cas ont pourtant été décrits dans la littérature scientifique : Vaina (1989) a comparé deux groupes de patients présentant d’une part des lésions pariéto-occipitales droites et d’autre part des lésions temporo-occipitales droites[réf. nécessaire]. 
Le premier groupe échouait aux tâches impliquant une perception stéréoscopique et montrait de graves déficits dans la comparaison de vitesses et la perception de la structure à partir du mouvement. Le second groupe, en revanche, montrait un déficit dans l’identification des formes 2D à partir du mouvement.
Vaina et al. (1990) décrivent également le cas d’un autre patient qui, à la suite d'une atteinte bilatérale du cortex pariéto-temporo-occipital et de la matière blanche sous-jacente, montrait des performances très faibles dans les tâches de perception du mouvement, comme détecter la cohérence de mouvement dans un ensemble de points en mouvement aléatoire, discriminer des vitesses ou percevoir une forme 2D définie par une différence de vitesses relatives. Sa vision stéréoscopique était également très altérée. Il avait pourtant conservé sa capacité à reconnaître les mouvements biologiques à partir de l’évolution de points lumineux placés aux jointures d’un acteur.